# Kenji Kamiyama
Pour les articles homonymes, voir Kamiyama (homonymie).
 (mars 2025).
La mise en forme du texte ne suit pas les recommandations de Wikipédia : il faut le « wikifier ».
Les points d'amélioration suivants sont les cas les plus fréquents. Le détail des points à revoir est peut-être précisé sur la page de discussion.
- Les titres sont pré-formatés par le logiciel. Ils ne sont ni en capitales, ni en gras.
- Le texte ne doit pas être écrit en capitales (les noms de famille non plus), ni en gras, ni en italique, ni en « petit »…
- Le gras n'est utilisé que pour surligner le titre de l'article dans l'introduction, une seule fois.
- L'italique est rarement utilisé : mots en langue étrangère, titres d'œuvres, noms de bateaux, etc.
- Les citations ne sont pas en italique mais en corps de texte normal. Elles sont entourées par des guillemets français : « et ».
- Les listes à puces sont à éviter, des paragraphes rédigés étant largement préférés. Les tableaux sont à réserver à la présentation de données structurées (résultats, etc.).
- Les appels de note de bas de page (petits chiffres en exposant, introduits par l'outil «  Source ») sont à placer entre la fin de phrase et le point final[comme ça].
- Les liens internes (vers d'autres articles de Wikipédia) sont à choisir avec parcimonie. Créez des liens vers des articles approfondissant le sujet. Les termes génériques sans rapport avec le sujet sont à éviter, ainsi que les répétitions de liens vers un même terme.
- Les liens externes sont à placer uniquement dans une section « Liens externes », à la fin de l'article. Ces liens sont à choisir avec parcimonie suivant les règles définies. Si un lien sert de source à l'article, son insertion dans le texte est à faire par les notes de bas de page.
- La présentation des références doit suivre les conventions bibliographiques. Il est recommandé d'utiliser les modèles {{Ouvrage}}, {{Chapitre}}, {{Article}}, {{Lien web}} et/ou {{Bibliographie}}. Le mode d'édition visuel peut mettre en forme automatiquement les références.
- Insérer une infobox (cadre d'informations à droite) n'est pas obligatoire pour parachever la mise en page.

Pour une aide détaillée, merci de consulter Aide:Wikification.
Si vous pensez que ces points ont été résolus, vous pouvez retirer ce bandeau et améliorer la mise en forme d'un autre article.
Kenji Kamiyama (神山 健治, Kamiyama Kenji), né le 20 mars 1966 à Chichibu, dans la Préfecture de Saitama, est un réalisateur japonais d'animation.

## Biographie
En 1985, il rejoint le studio Fuga spécialisé dans la réalisation de décors d'animation puis se lance à son compte. En 1996, il intègre l'équipe de Mamoru Oshii chez le studio Production I.G. dont il devient le protégé. Il lui confie dès lors la direction de séquence de Jin-Roh, la brigade des loups basé sur le premier volume de son manga Kerberos Panzer Cop .
En 2000 il participe au moyen-métrage d'animation Blood: The Last Vampire basé sur la série de romans Blood: The Last Vampire.
Il devient alors réalisateur à part entière avec le projet original Minipato (Minipato, Mobile police Patlabor minimum, ミニパト), une série de trois courts-métrages d'animation SD toujours supervisé par son mentor.
Fort de ce succès, le studio Production I.G lui confie la réalisation de l'ambitieuse série Ghost in the Shell: Stand Alone Complex, dont il est à l'origine du concept original discuté avec Oshii, puis sa suite Ghost in the Shell: Stand Alone Complex 2nd GIG marqué de son empreinte sombre tout comme le long métrage adapté de la série Ghost in the Shell: S.A.C. Solid State Society en 2006.
Il réalise la série Seirei no moribito sortie en 2007.

## Filmographie
- 1987 : City Hunter (série télévisée) - Décor
- 1988 : Akira (film) - Décor
- 1989 : Kiki la petite sorcière (film) - Décor
- 1990-1991 : Iczer Reborn (OAV) - Décor
- 1991 : Roujin Z (OAV) - Assistant décorateur artistique
- 1991 : Burn Up! (OAV) - Directeur artistique
- 1992 : Hashire Melos! (film) - Décor
- 1999-2000 : Wild Arms: Twilight Venom (série télévisée) - Script (3,10,21)
- 1999-2001 : Medabots (série télévisée) - Storyboard (ep 19,41,48,70), Directeur d'épisode (ep 41,48)
- 1999 : Jin-Roh, la brigade des loups (film) - Direction, coordination
- 2000 : Blood, The Last Vampire (moyen-métrage) - Scénario
- 2002 : Minipato (film) - Réalisateur
- 2003 : Ghost in the Shell: Stand Alone Complex (série télévisée) - Réalisateur, scénariste, script (ep 1,14), storyboard (ep 1,2,9,16)
- 2004 : Ghost in the Shell: Stand Alone Complex 2nd GIG (série télévisée) - Réalisateur, scénariste, storyboard (ep 26), script (ep 5 à 26 sauf 10 et 17)
- 2007 : Seirei no moribito (série télévisée) - Réalisateur, scénario, storyboard (ep 1)
- 2007 : Shin-Onna Tachiguishi Retsuden (film live) - Réalisateur (partie Dandelion)
- 2009 : Eden of the East (série télévisée) - Réalisateur, idée originale, scénario, storyboard (ep 1,5,10,11)
- 2009 : Eden of the East: The King of Eden (film) - Réalisateur, idée originale, scénario, storyboard
- 2010 : Eden of the East: Paradise Lost (film) - Réalisateur, idée originale, scénario, storyboard
- 2011 : Ghost in the Shell: S.A.C. Solid State Society 3D (Film) - Réalisateur, scénariste
- 2011 : Xi AVANT (court métrage de 4 min) - Réalisateur, idée originale, scénario
- 2012 : 009 Re:Cyborg (film) - Réalisateur, scénario
- 2013 : Mou hitotsu no mirai wo (Original Net Anime) - Réalisateur, scénario
- 2017 : Hirune hime, rêves éveillés – Réalisateur, scénario
- 2022 : Eien no 831 - Réalisateur, scénario
- 2024 : Le Seigneur des Anneaux : La Guerre des Rohirrim - Réalisateur